# Amade László
Várkonyi báró Amade László (Bős, 1703. március 12. – Felbár, 1764. december 22.) magyar költő. Végakaratát teljesítve a Bacsfa-szentantali kegytemplom kriptájában helyezték végső nyugalomra 1765 február 13-án.

## Élete
A szintén költőként ismert Amade Antal báró és Simonchich-Horváth Mária Rozália bárónő egyetlen fia volt. A jezsuita rend nagyszombati egyetemén tanult, innen Grazba ment, ahol 1725-ben a bölcselet doktorává avatták. 1734-ben belépett a Hávor János-féle magyar lovasezredbe, amelyben mint kapitány, 1742-től a nemesi felkelő seregben mint ezredes, két évvel később pedig mint a tábornok szárnysegédje szolgált. 1750-ben hagyta el a katonai pályát, ekkor kinevezték a Pozsonyban levő magyar királyi udvari kamarához tanácsosnak. Egy évvel később, 1751-ben császári és királyi kamarás lett, e tisztségét haláláig viselte.
Legismertebb költeménye „A szép fényes katonának…” című dal, amelyhez Arany János írt dallamot. Kodály Zoltán e dal szövegével egészítette ki az A jó lovas katonának de jól vagyon dolga (Zsére, 1911) kezdetű magyar népdalt Háry János című daljátéka számára. A dal ezzel a szöveggel terjedt el.

## Családja
1729-ben feleségül vette Orczy Zsuzsanna bárónőt, de ő leányuk születése után nagyjából egy évvel meghalt, majd nem sokkal később leánya is. 1736-ban másodszor is megnősült, Weltzl Máriát vette nőül, de gyermekük nem született.

## Fő munkái
- Victor in praelio S. Ivo. Nagyszombat, 1722
- Buzgó szívnek énekes fohászkodási. Bécs, 1755[2]
- Várkonyi báró Amade László versei. Pest, 1836 (Amade Thadé gróf adatta ki Szalay László gondozásában, a költő életrajzával) Online
- Várkonyi báró Amade László versei; összegyűjt., bev., jegyz. Négyesy László; Franklin, Bp., 1892 Online
- Amade László és Faludi Ferenc versei; vál., utószó Mezei Márta; Unikornis, Bp., 1996
- Szép rabom, madárkám; összeáll. Kulcsár Ferenc; Lilium Aurum, Dunaszerdahely, 1997
- Amade László versei; sajtó alá rend. Schiller Erzsébet, Ajkay Alinka; Balassi, Bp., 2004 (Régi magyar költők tára, XVIII. század)

## Egyéb kiadott és kéziratos művei
- Házi kereszt című gúnyversét Poóts András adta ki saját versei között (1791. Komárom és 1816. Miskolc)
- Egy másik gúnyverse, A házasság által elvesztett szabadságnak megsiratása, Sándor István „Sokféle" című folyóiratának  IV. kötetében jelent meg 1796-ban.
- Kultsár István 1817-ben kezdte leközölni énekeit a Hasznos Mulatságokban. Kultsár két kötetet őrzött Amade munkáiból: az egyik tartalma a szerző Nyájas énekei (130 költemény), a másiké a Szerelmei című verscsokor és egy nagyobb lírai költemény a Zrínyi Miklós-féle négysoros versszakokban.
- Toldy Ferenc 1828-ban „Költői Régiségek" című gyűjteményében kiadta négy dalát.
- Concilia Emil közli leveleit 1742–1760-ból. (Történelmi Tár 1882. 361–365.)[3]
- Voltak latin énekei, kora iskolai ízlésében, sőt németek is. Verses kéziratai Nagy István gyűjteményével jutottak az Országos Széchényi Könyvtárba.